# Paul Thoj Xyooj
Paul Thoj Xyooj (Kiukatiam, 1941 – Kiukatiam, 1960) è stato un catechista laotiano, venerato come beato e martire dalla Chiesa cattolica insieme agli altri martiri del Laos.

## Biografia
Nato nel villaggio di Kiukatiam nel 1941, aderì con slancio all'annuncio del Vangelo, portato nel suo Paese dai Missionari oblati di Maria Immacolata.
Ben presto affiancò padre Mario Borzaga, giovane prete e missionario italiano in Laos, insieme al quale subì il martirio nel 1960.

## Il culto
La beatificazione del gruppo di diciassette martiri, cui appartiene Paul Thoj Xyooj, è avvenuta domenica 11 dicembre 2016 a Vientiane, nel Laos, presieduta, in qualità di inviato del papa, dal cardinale Orlando Beltran Quevedo, arcivescovo di Cotabato nelle Filippine e Missionario Oblato di Maria Immacolata. La memoria liturgica dei beati è fissata al 16 dicembre, anniversario del martirio di padre Jean Wauthier.